# Columbus Junction, Iowa
Columbus Junction là một thành phố thuộc quận Louisa, tiểu bang Iowa, Hoa Kỳ. Năm 2010, dân số của thành phố này là 1899 người.

## Dân số
Dân số qua các năm:
- Năm 2000: 1900 người.
- Năm 2010: 1899 người.